# Marzenna Zielińska
Marzenna Ewa Zielińska (ur. 23 stycznia 1962) – polska lekarka kardiolożka, prorektorka Uniwersytetu Medycznego w Łodzi.

## Życiorys
Marzenna Zielińska ukończyła studia medyczne na Akademii Medycznej w Łodzi (1986). W 1995 tamże uzyskała stopień doktora nauk medycznych w zakresie kardiologii na podstawie napisanej pod kierunkiem Haliny Bolińskiej-Sołtysiak dysertacji Ocena czynności rozkurczowej lewej komory w świeżym zawale mięśnia sercowego. W 2008 otrzymała na Uniwersytecie Medycznym w Łodzi stopień doktor habilitowanej nauk medycznych, przedstawiwszy dzieło Zaburzenia funkcji śródbłonka u chorych ze świeżym zawałem serca i prawidłowym angiogramem naczyń wieńcowych. W 2014 otrzymała tytuł profesora nauk medycznych.
Zawodowo związana z Akademią Medyczną w Łodzi (po przekształceniu Uniwersytetem Medycznym). Objęła funkcje kierowniczki Kliniki Intensywnej Terapii Kardiologicznej, dziekanki Wydziału Lekarskiego (2016–2020) oraz prorektorki ds. kształcenia w kadencji 2024–2028.
Członkini Polskiego Towarzystwa Kardiologicznego oraz Towarzystwa Terapii Monitorowanej.